# Chastain
Chastain é uma banda de heavy metal formada por David T. Chastain em 1984.

## História
David T. Chastain enviou fitas demo de sua banda CJSS para o guru da gravação de heavy metal, Mike Varney, por algum tempo até que Varney gostou o suficiente para dar-lhe uma chance. Aparentemente era só a habilidade de David na guitarra que realmente chamava sua atenção e por esta razão ele queria uma vocalista que fosse o diferencial da sua banda foi ai então que ele apresentou à cantora Leather Leone , da banda Rude Girl e ao baterista Fred Coury. Junto com o baixista Mike Skimmerhorn, eles formaram a banda Chastain. Quando de fato a banda se juntou para gravar o Mystery of Illusion em 1984, era a primeira vez que a banda se encontrava.
Logo após o lançamento do álbum de estréia, Fred Coury deixou a banda para se juntar ao recém formado Cinderella. Com êxito, Mike Varney veio novamente ao resgate com o novo baterista Ken Mary. Esta formação gravou o Ruler of the Wasteland em 1986 e o terceiro, e talvez mais conhecido álbum The 7th of Never. No último álbum da década de 80, The Voice of the Cult o baixista Mike Skimmerhorn foi substituído por David Harbour e no For Those who Dare foi a vez de John Luke Hebert substituir Ken Mary que foi tocar com Alice Cooper. Para alguns críticos, Chastain tocava o básico Heavy Metal padrão oitentista. E até certo ponto isso é verdade. Porém sua música possuía uma qualidade muito única graças às habilidades na guitarra do frontman David T. Chastain e o vocal muito peculiar de Leather Leone.
Chastain foi criado para mostrar um metal com som mais puro e menos comercial. David testava vários homens para o vocal na banda quando encontrou a Leather. Uma boa parcela das letras da banda lida com temas obscuros, illusão, fantasia  . A banda teve um impacto considerável no mundo do metal. Bandas importantes gravaram músicas do Chastain: Hammerfall (Angel of Mercy) e Powergod (Ruler of the wasteland).

## Membros

### Formação atual
- Leather Leone - vocal
- David T. Chastain - guitarra solo
- Mike Skimmerhorn - baixo
- Stian Kristoffersen - bateria

### Ex-integrantes
- Kate French - vocal
- Pat O'Brien - guitarra
- Dave Starr - baixo
- David Harbour - baixo
- Kevin Kekes - baixo
- Fred Coury - bateria
- Ken Mary - bateria
- John Luke Hebert - bateria
- Dennis Lesh - bateria
- Stygian - bateria
- Larry Howe - bateria

## Discografia[2]
- Mystery of Illusion (1985)
- Ruler of the Wasteland (1986)
- The 7th of Never (1987)
- The Voice of the Cult (1988)
- For Those Who Dare (1990)
- Sick Society (1995)
- In Dementia (1997)
- In an Outrage (2004)
- Surrender To No One (2013)
- We Bleed Metal (2015)[3]

### Compilações
- The Reign of Leather (2010)
- Metal in Your Face (2012)

### David T. Chastain Solo albums
- Instrumental Variations - 1987 Leviathan Records
- Within the Heat - 1989 Leviathan Records
- Elegant Seduction - 1991 Leviathan Records
- Movements Thru Time - 1992 Leviathan Records, coletânea musical[4]
- Live! Wild And Truly Diminished!! - 1990 Leviathan Records
- Next Planet Please - 1994 Leviathan Records [5]
- Acoustic Visions - 1998 Leviathan Records
- Rock Solid Guitar - 2001 Leviathan Records
- Prisoner of Time - 2005 Diginet Music
- Countdown to Infinity - 2007 Leviathan Records
- Heavy Excursions - 2009 Leviathan Records, coletânea musical[6]
- Prisoner of Time - 2011 Diginet Music